# Mk 12特別用途步槍
Mk 12 Mod 0／Mod 1特別用途步槍，簡稱：Mk 12 SPR，是一種被美國特種作戰司令部旗下的特種作戰部隊於持久自由行動和伊拉克自由行動期間使用的武器。該槍原先是被稱為“特別用途機匣”（Special Purpose Receiver），但現在它已成為一種獨立的武器系統，而不再只是更換上機匣的情況下，這個術語就被取代了。故此，SPR最終被美國海軍以至美國軍隊命名為“Mk 12”。

## 歷史
Mk 12主要是被美國陸軍和美國海軍的特戰單位（如：第75遊騎兵團、綠扁帽及海豹部隊等）用作狙擊步槍或精確射手步槍，美國海軍陸戰隊也有限地裝備。該武器系統是以現有的5.56×45毫米北約口徑AR-15／M16式單兵武器改裝而成的。其概念是源自Mark Westrom，他后来成为阿瑪萊特的總裁。
Mk 12的企劃是由陸軍和海軍的特戰單位所開展的，目的是要設計出一種擁有比M4卡賓槍更大有效射程，但同時又比M16A2/A4緊湊的步槍。該計劃似乎是吸收了SOPMOD Block II和海豹偵察步槍（SEAL Recon Rifle）的部份設計原素，並有著多個版本，其中早期的型號是直接採用M16A1(或M4A1)的下機匣，因此能夠全自動射擊。
隨著火力更強大和性能更佳的7.62毫米的Mk 17已普遍裝備多支部隊，Mk 12已於2017年退役。

## 使用國

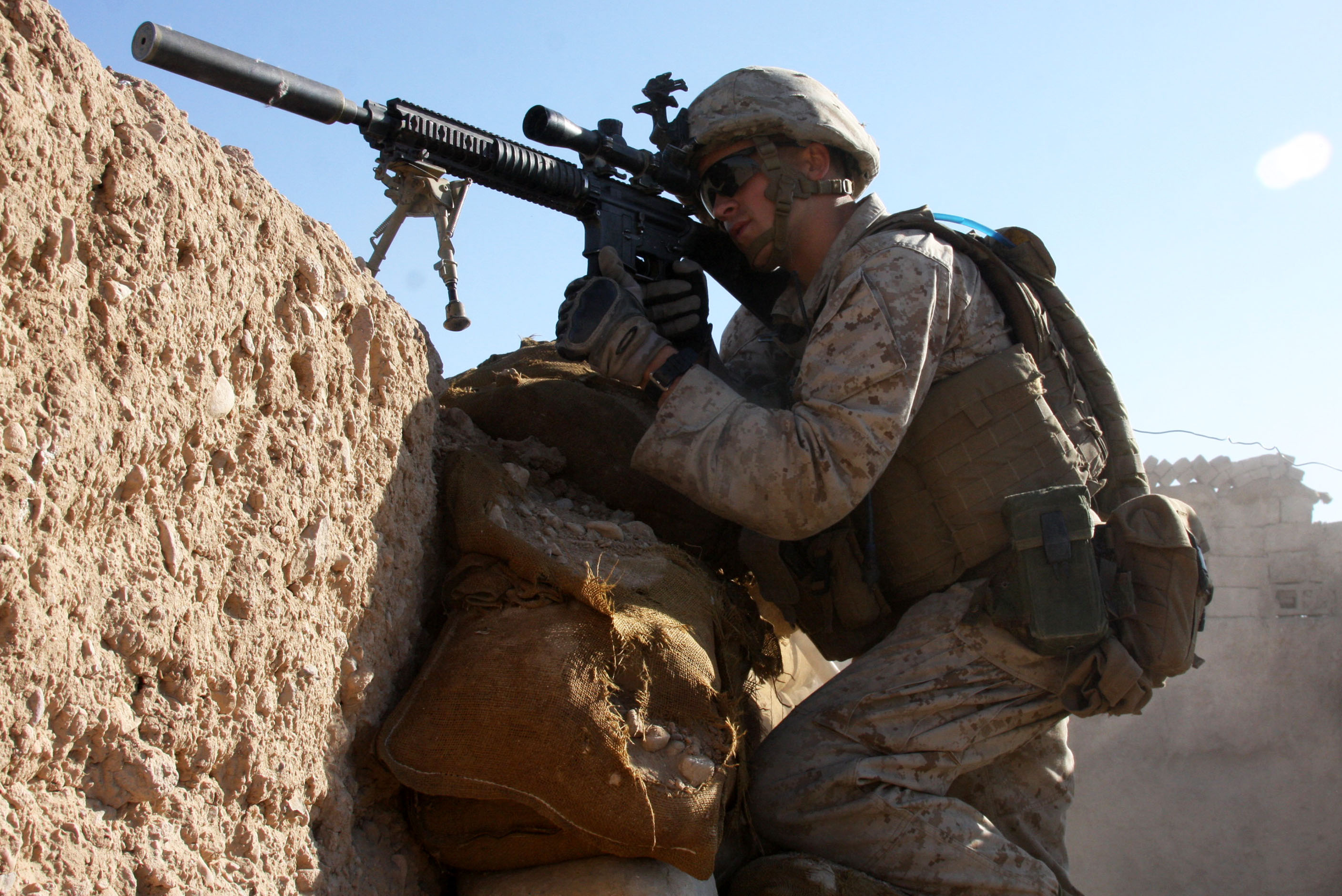
在阿富汗使用Mk 12 Mod 1的美國海軍陸戰隊隊員

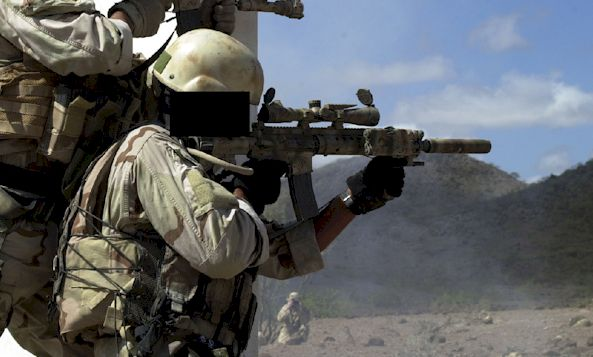
使用Mk 12的美國陸軍特種部隊隊員

- 美国
  - 美國特種作戰司令部
  - 美國海軍陸戰隊

## 流行文化

### 電影
- 2013年—：卡其色塗裝並裝有多種戰術配件，由美國海軍海豹突擊隊隊員馬庫斯·拉特爾（馬克·華伯格飾演）和馬修·阿克塞爾森（班·佛斯特飾演）所使用。
- 2014年—《美國狙擊手》：型號為Mk 12 Mod 1，卡其色塗裝，由克里斯·凱爾（布萊德利·庫柏飾演）和其他美國海軍海豹突擊隊員所使用。

### 電視劇
- 2016年—《生死狙擊》第一季：由聯邦調查局探員納丹·孟菲斯（Cynthia Addai-Robinson飾演）所使用。

### 电子游戏
- 2005年—《真實計劃》：由美國海軍陸戰隊所使用。
- 2012年—《战争前线》：命名为“M16 SPR Custom”，为狙击手专用武器，以10发弹匣供彈，Point武器，无需解锁即可购买，可以改装枪口配件（狙击枪制退器）、战术导轨配件（狙击枪双脚架）以及瞄准镜（狙击枪5.5x瞄准镜、狙击枪4.5x中程瞄准镜、狙击枪4x短程瞄准镜）。拥有林地迷彩改装版本，强化威力与射程，可以改装枪口配件（通用消音器、狙击枪消音器、狙击枪制退器）、战术导轨配件（狙击枪双脚架、特殊狙击枪双脚架）以及瞄准镜（狙击枪5.5x瞄准镜、狙击枪4.5x中程瞄准镜、狙击枪4x短程瞄准镜、狙击槍5x快速瞄准镜）。
- 2015年—：為資料片「大逃亡」新增武器，命名為「RO933 M1」，歸類為半自動狙擊步槍，載彈量30+1發，只能半自動射擊，能夠由雙方專業人士所使用，價格為$48,000。預設配備售後市場機械瞄具，可加裝各種瞄準鏡（反射、眼鏡蛇、全息瞄準鏡（放大1倍）、PKA-S（放大1倍）、Micro T1、SRS 02、Comp M4S、M145（放大3.4倍）、PO（放大3.5倍） 、ACOG（放大4倍）、PSO-1（放大4倍）、IRNV（放大1倍）、FLIR（放大2倍）、TA 648（放大6倍）、PKS-07（放大7倍）、步槍瞄準鏡（放大8倍）、獵人（放大14倍））、附加配件（傾斜式機械瞄具、傾斜式紅點鏡、延長彈匣（增至35+1發）、電筒、戰術燈、激光瞄準器、穿甲曳光彈）、槍口零件（抑制器）及握把（垂直握把、粗短握把、直角握把）。
- 2017年—《絕地求生》：命名為“MK12”，為半自動狙擊步槍，使用5.56mm口徑子彈，載彈量為20發，裝上彈匣後為30發，於地圖利維科可隨機獲得，能裝上各類配件如側瞄準鏡、紅點瞄準鏡、全息瞄準鏡、二倍瞄準鏡、三倍瞄準鏡、四倍瞄準鏡、六倍瞄準鏡、八倍瞄準鏡、狙擊槍消焰器、狙擊槍消音器、狙擊槍制退器、槍口補償器、握把、快速彈匣、擴容彈匣和快速擴容彈匣。
- 2018年—《surviv.io》 命名mk12spr，有腳架的版本，裝彈20發，5.56口徑。

### 輕小說
- 2014年—《刀劍神域外傳Gun Gale Online》：由WNGL小隊的兩名隊員所使用。